# Glypta rufomarginata
Glypta rufomarginata là một loài tò vò trong họ Ichneumonidae.